# 情報 (教科)
情報（じょうほう）は、日本の後期中等教育の課程（高等学校の課程、中等教育学校の後期課程、特別支援学校の高等部）における教科の一つである。

## 概要
一般的な意味である、「知らせ」を表す語である「情報」と混同されやすいことなどもあり、情報科（じょうほうか）、教科「情報」（きょうか・じょうほう）などと呼ぶことも多い。英訳については情報処理学会から「Informatics」を使う提言が出され、文部科学省「平成30年改訂高等学校学習指導要領 教科・科目名 英訳版（仮訳）」において変更された。教科「情報」には、普通教育に関する各教科（普通教科）としてのものと、専門教育に関する各教科（専門教科）としてのものの2つがある。教科「情報」は高度情報化社会に対応した人材を育成するために、情報の収集・分析から発信までを総合的に学ぶ教科であり、単にパソコン操作を教える教科ではない。総合的な学習の時間と同様に、他教科との連携も重要となる、複合的な教科である。
近年は形骸化が指摘され、専門知識を持たない数学の教諭が指導を行ったり、簡単な表計算をもって合格としたり、センター試験の自習に振替えたりする学校も一部に存在している。
平成20年1月の中央教育審議会答申において、「高等学校の各学科に共通する教科情報科（教科「情報」）」が改善されることになった。現行の「情報Ａ」、「情報Ｂ」、「情報Ｃ」の3科目構成を見直し、平成25年度から「社会と情報」、「情報の科学」の2科目が設けられる。改善の具体的事項として、答申で示された。

高校生の実態は多様化している一方で、情報及び情報機器等の活用が社会生活に必要不可欠な基盤として発展する中、これらを活用して高い付加価値を創造することができる人材の育成が求められている。これらを踏まえ、情報活用の実践力の確実な定着や情報に関する倫理的態度と安全に配慮する態度や規範意識の育成を特に重視する。その上で、生徒の能力や適性、興味・関心、進路希望等の実態に応じて、情報や情報技術に関する科学的あるいは社会的な見方や考え方について、より広く、深く学ぶことを可能とするよう科目構成を見直す。

## 「普通教育に関する各教科」における「情報」

### 目標
情報及び情報技術を活用するための知識と技能を習得させ、情報に関する科学的な見方や考え方を養うとともに、社会の中で情報及び情報技術が果たしている役割や影響を理解させ、社会の情報化の進展に主体的に対応できる能力と態度を育てる。

### 内容
普通教科「情報」の内容を大きく分けると、「情報活用の実践力」「情報の科学的な理解」「情報社会に参画する態度」の3つの要素がある。これらの要素は、単独で存在するのではなく、相互に関係し合っている。
この教科は「理系」と「文系」に分類しないが、科目により後述のとおり内容に若干の傾向が見られる。
専門学科においては、学習指導要領第1章第3款の2で、専門教科・科目の情報科目（情報技術基礎、農業情報処理，生活産業情報、海洋情報技術）で情報科科目の履修と同様の成果が期待できる場合、情報科の必履修科目を代替できる。

#### 現行科目
情報I
　情報に関する見方・考え方を働かし，情報技術の活用を行い問題の発見や問題の解決を行う学習活動を通して，問題の発見・問題の解決に向けて情報と情報技術を適切かつ効果的な活用を行い，情報社会に主体的に参画するための資質・能力を育成することを目標とする。
情報II
　情報に関する見方・考え方を働かし，情報技術の活用を行い問題の発見や問題の解決を行う学習活動を通して，問題の発見・問題の解決に向けて情報と情報技術を適切かつ効果的に活用，創造的に活用を行い，情報社会に主体的な参画を行い，その発展に寄与するための資質・ 能力を育成することを目標とする。

#### 令和3年度入学者までの科目
普通教科の科目「社会と情報」
情報が現代社会に及ぼす影響を理解させるとともに、情報機器等を効果的に活用したコミュニケーション能力や情報の創造力・発信力等を養うなど、情報化の進む社会に積極的に参画することができる能力・態度を育てることに重点を置く。
普通教科の科目「情報の科学」
現代社会の基盤を構成している情報にかかわる知識や技術を科学的な見方・考え方で理解し、習得させるとともに、情報機器等を活用して情報に関する科学的思考力・判断力等を養うなど、社会の情報化の進展に主体的に寄与することができる能力・態度を育てることに重点を置く。
上記の科目を通じて、情報通信ネットワークやメディアの特性・役割を十分に理解し、安全に配慮し、情報を適切に活用できる能力をはぐくむ指導をより一層重視する。情報通信ネットワークや様々なメディアを活用して、新たな情報を創り出したり、分かりやすく情報を表現したり、正しく伝達したりする活動を通して、合理的判断力や創造的思考力、問題を発見・解決することができる能力をはぐくむ指導をより一層重視する。

平成23年度入学者までの科目
普通教科の科目「情報A」
科目「情報A」は、科目「情報B」、科目「情報C」について概論的に触れる部分を持ちながら、「情報活用の実践力」を育成することを目的としている。その過程でコンピュータ利用にも触れるが、むしろ中学校を卒業した時点で、基礎的なコンピュータの操作を学んでいることが前提となっており、この科目で改めてコンピュータ操作を教えるものではない。
「普通教育に関する各教科」の「情報」科科目の中では、最も多くの学校で開講されていた。
普通教科の科目「情報B」
理系的と捉えられることもある科目である。情報社会を支える情報技術の役割や影響、コンピュータにおける情報の表し方や仕組みを理解し、問題解決においてコンピュータを効果的に活用するための科学的な考え方や方法の取得を目指すものである。
「情報A」あるいは「情報C」と比べ、この科目を開講している学校は少なかった。
普通教科の科目「情報C」
文系的と捉えられることもある科目である。情報デジタル化や情報通信ネットワークの特性を理解し、情報やコミュニケーションにおいてコンピュータなどを効果的に活用する能力を養い、情報化の進展が社会に及ぼす影響を理解し、その上で情報社会に参加する上で望ましい態度を育成するものである。
「普通教育に関する各教科」の「情報」科科目の中では、「情報A」に次いで多くの学校で開講されていた。

## 「専門教育に関する各教科」における「情報」

### 目標
情報の各分野に関する基礎的・基本的な知識と技術を習得させ、現代社会における情報の意義や役割を理解させるとともに、高度情報通信社会の諸課題を主体的、合理的に解決し、社会の発展を図る創造的な能力と実践的な態度を育てる（高等学校学習指導要領による）。

### 内容
専門教育に関する各教科としての「情報」は、科目の内容ごとに「基礎的分野」「システムの設計・管理分野」「情報コンテンツの制作・発信分野」の3つの分野が設けられている。この教科は必履修ではないが、選択科目として他の科目との組み合わせで開講される場合もある。
- 基礎的科目（各分野に共通）
  - 情報産業と社会
  - 情報の表現と管理
  - 情報テクノロジー
  - 情報セキュリティ

- 情報システム分野
  - 情報システムのプログラム
  - ネットワークシステム
  - データベース

- コンテンツ分野
  - 情報デザイン
  - コンテンツの制作と発信
  - メディアとサービス

- 総合的科目
  - 課題研究
  - 情報実習

### 情報に関する学科
情報に関する学科（じょうほうにかんするがっか）は、高等学校設置基準（平成16年文部科学省令第20号）に規定されている専門教育を主とする学科の1つ。専門教科「情報」を中心に履修するものを指し、高等学校学習指導要領（平成11年文部省告示第58号）により「情報産業と社会」及び「課題研究」が原則履修科目として指定されている。
「情報に関する学科」
- 情報科
- 総合情報科
- 情報科学科
- 情報理数科
- 情報コミュニケーション科
- 情報数理科

「情報に関する学科」は、平成11年の高等学校学習指導要領の改訂及び平成16年の高等学校設置基準の改正によって制度化されたものであり、現状では十数校での設置が確認されている程度である。

## 教科「情報」の設置の経緯

### 中央教育審議会第1次答申
1996年（平成8年）7月、中央教育審議会は「21世紀を展望した我が国の教育の在り方について」と題した答申において、情報社会に対応した教育の必要性を指摘した。「専門高校や総合学科については、情報関連科目の充実を図ること、普通科については、学校や生徒の実態等に応じて情報に関する教科・科目が履修できるように配慮することが必要である」とここでは述べられている。

### 体系的な情報教育の実施に向けて
答申を踏まえて1997年（平成9年）10月、「情報化の進展に対応した初等中等教育における情報教育の推進などに関する調査研究協力者会議」が第1次報告「体系的な情報教育の実施に向けて」を発表した。この中で情報教育の目標は、次の3つに整理されている。
1. 情報活用の実践力
2. 情報の科学的な理解
3. 情報社会に参画する態度

これらを小学校から高等学校に至るまで体系的に育成するために、高等学校に置いては普通教育に関する教科として「情報」を設置し、その中に複数科目を設定することが提言された。

### 今後の専門高校における教育の在り方等について
1998年（平成10年）7月23日、理科教育及び産業教育審議会は、答申「今後の専門高校における教育の在り方等について」で「情報分野に興味・関心を持つ若者に、高等学校において情報科学の基礎など情報を扱う上での基礎的・基本的内容を学習する機会を提供するとともに、情報手段を駆使した実習等を通じて創造的で豊かな感性を育む場を用意する」ために専門教科「情報」を新設するべきと述べた。

### 教育課程審議会答申
1998年（平成10年）7月29日の教育課程審議会は、答申「幼稚園、小学校、中学校、高等学校、盲学校、聾学校及び養護学校の教育課程の基準の改善について」で、「高等学校においては、情報手段の活用を図りながら情報を適切に判断・分析するための知識・技能を習得させ、情報社会に主体的に対応する態度を育てることを内容とする教科『情報』を新設し必修とすることが適当である」と述べられ、専門教科については、「高度情報通信社会における情報関連の人材の養成の必要性に対応するための教科「情報」を新設することが適当である」と述べられた。

### 教科設置の準備
答申を受け1999年（平成11年）3月29日に文部省(当時)から、高等学校学習指導要領が告示された。当座の教員をまかなうため、数学・理科・家庭・商業・工業・農業・水産の教師を対象に研修が行われ、試験（レポート？）の後に情報の教員免許状が与えられるなど、その後の教科立ち上げの準備も日本戦後教育史上稀にみる速度で行われたといえる。現在は各大学で教員養成が行われているが、文系・理系両方から免許を発行する異例の教科となっている。
並行してJPNICは1998年12月から、教育機関用に新規にedドメインの割り当て作業が行われた。あわせて学校現場の設備更新・教育カリキュラム策定・コンテンツ整備が、政府のe-Japan戦略の元に総務省（旧郵政省）、文部科学省（旧文部省）、経済産業省（旧通商産業省）で急がれた。

## 教科教育の現状と社会からの要請

### 免許状の授与を受ける過程
「普通に関する各教科」としての「情報」の教育が不振である原因としては、大学で新規に免許状の授与を受けるため体系的に学習する者や、企業で技術者として専門的な能力を習得した上で免許状の授与を受けることを目指す者は、多数の単位修得のために長期間を要することが必要であるのに対して、高等学校の情報教育を推進する立場である現職の教員（教諭）は、短期間の講義・レポートによって免許状の授与を受けられたことが挙げられる。
この場合、短期間の講習による弊害から、必ずしも授業の土台となる専門的な知識が備わっておらず、浅い指導しかできない状況にある。そのため、学校によってはパーソナルコンピュータを操作する実習（事務用ソフトウェアの操作の習得）が、ほぼ100％に近い状態で行われる場合があるといわれる。これは「情報」の専門分野よりも教職課程において共通の必修科目である「情報機器の操作」の範囲である。
この教科の目的が「パソコン操作の習得」に限定するものではないにもかかわらず、教科書に従った授業展開が行われていないと見る向きもある。その影響か一例として、生徒においては教科名が情報ではなく「パソコン」と認識されることもある。

### 教員の認識
進学指導を優先し「情報教育＝就職の基礎」と考える教員において、この教科を「生徒の進路（大学受験）と関係が無い」と軽視する傾向が見られ、社会に適応する教養としての情報教育に真剣に取り組もうとする教員の努力が理解されない懸念がある。かつては現職の教員の一部には例えば「情報」の時間にセンター対策等に「数学A,B」等のコンピュータをしてはどうか、と言う意見があったのは事実である。2006年（平成18年）の高等学校必履修科目未履修問題では世界史に次いで未履修の多かった教科が情報であり、高校側の情報に対する軽視が浮き彫りとなった。

### ソフトウェアの問題
しばしば見られる状況としては、特定のソフトウェアに依存した教育が行われていたり、特定のソフトウェアでだけ作成ができる形式でのファイル提出を強制したりしていることもある。
使用するソフトウェアがプロプライエタリなソフトウェア（独自仕様のソフトウェア）である場合が多く、学校による特定少数企業の支援と見る者もいる。生徒自身も「就職したときにデファクトスタンダード（事実上の標準）となっているプロプライエタリ（独自仕様）なソフトウェアを操作できなければ、戦力とはみなされずに勉強し直さなければならない」と考えている場合もあり、この問題の解決は難しい。
現在意匠法の改正案が提出され、デファクトスタンダードであるソフトウェアのインターフェイスデザインを他のソフトウェアが模倣することが違法になる可能性が出てきており、この先も通常教育においてプロプライエタリ（独自仕様）なソフトウェアが使用される可能性は高い。企業においては高等学校新規卒業者の雇用にあたり、事務用ソフトウェアの操作ができない者よりもできる者を優先する動きがあるものの、その簡易な操作方法は職場の実務に並行して習得することも可能である。このため、事務用ソフトウェアの操作方法よりも、むしろ、情報の取り扱い、情報活用（情報収集・情報処理・情報発信など）の基礎について中等教育段階で習得することを求める動きがある。

### 指導内容の問題
ハイパーリンクに関して無断リンクを禁止する記述や指導が見られるが、動画サイト、SNS、ブログなどの投稿、著作権、などは指導を要する。

## 教職課程
2001年度から課程認定がなされ、教職課程において、この教科に係わる免許状では、普通教育に関する教科「情報」と専門教育に関する教科「情報」の両方が対象となっている(「外国語 (英語)」や「保健体育」なども同様)。このためか、他の専門教科の教職課程における「教科に関する科目」とは異なり、職業指導の科目区分の設定がなされていない。
教育職員免許状のうち、高等学校教諭の情報の一種免許状を授与されるためには、「教科に関する科目」として、教育職員免許法施行規則に定めた次の科目区分の単位を都合20単位以上修得しなければならない。「一般的包括的内容を含む」条件があり、20単位を超過する場合もある。一種免許状の別表第1に規定される「教科又は教職に関する科目」の法定単位数を充足するために、上乗せが必要な場合がある。専修免許状の場合は、一種の要件（あるいは、すでに一種免許状を授与されている状態）に「教科又は教職に関する科目」を24単位上乗せ(単位修得)し、修士の学位を得るすることで授与される。
| 教育職員免許法施行規則に規定する科目        | 必履修単位数 | 科目名事例 |
| ------------------------------------------- | ------------ | --- |
| 情報社会及び情報倫理                        | 1以上        | 情報社会論、知的所有権論 |
| コンピュータ及び情報処理 （実習を含む。）   | 1以上        | コンピュータサイエンス入門、コンピュータアーキテクチャ、プログラムのしくみ、アルゴリズム、情報システム学概論I、プログラミング基礎 |
| 情報システム （実習を含む。）               | 1以上        | データベースシステム、データベース技術、情報システムの設計、システム設計演習                                                      |
| 情報通信ネットワーク （実習を含む。）       | 1以上        | コンピュータ概論、コミュニケーション概論、ネットワークセキュリティ                                                                |
| マルチメディア表現及び技術 （実習を含む。） | 1以上        | ディジタル画像概論、音声情報処理、CGモデリング、CGレンダリング                                                                    |
| 情報と職業                                  | 1以上        | 情報職業論 |

## 免許状をめぐる状況

### 現場での状況
免許状取得者に対しては、生徒に限定せず学校職員に対する情報教育も期待されている。しかし教科用図書（教科書）の整備が遅れていることもあり、担当科目の指導案のみならず、生徒の学習理解に応じた補助教材を自分たちで作成し、この補助教材が授業の中心になることもある。学校によっては、教科書よりも補助教材が授業の中心として扱われ、補助教材の対応負荷が高い。情報機器・情報ネットワークの保守運営にとどまらず、視聴覚機器の取り扱い担当として割り当てられることもあるなど、教科指導以外の対応も非常に多い。
多くの高校は必修科目として科目設置し、他教科の免許に併せて教員を募集する。

### 教員採用試験での制約
教員採用試験においては「情報」だけを所有する者の受験を認めない（出願すら出来ない）自治体（例えば東京都では「情報」と数学または理科の免許が必要）が多く、正規採用を受けていない教員においては「情報」を取得後に他教科の免許を追加、あるいは既に免許取得している教科に「情報」を追加することで当該教科の受験機会を得る動きが見られる。
他教科の免許者も「複数教科の免許者有利」の傾向から「情報」を追加取得することが多い。「情報」のみ取得（見込）している状態で受験可能な自治体は受験者が集中し易い。

### 任用の機会
臨時的任用により講師として従事するにしても、現職の教員によって体制が固められ「人員が足りている」学校が多く、この教科だけで従事する機会を得ることが困難となっている。開講される科目数が少ないこともあり、「情報」のみ免許取得している教員に対する需要は低い。教員として働く機会を得ても、その多くは非常勤講師である。
「情報」の教職課程は、他の教科と併設されることが少なく、他教科と並行して取得することは困難である。したがって、大学新規卒業者が教員免許状を有する場合この教科のみとなり、情報教育に高い志を持って免許取得しても、この教科だけで受験可能な自治体の教員採用試験で合格し採用されない限り、常勤教員としての勤務が実現しない可能性が非常に高い。
現職の教諭を対象に免許所有者を確保してきた経緯から、現職以外の新規取得者への門戸は狭い。学習指導要領では各科目における指導の注意事項として「技術的に踏み込まない」とされており、情報に関する実務経験者ではなくても対応できるようなルールとなっている。
パーソナルコンピュータの操作が授業の中心になっている現状から「誰でも教えられる」誤解される教科だが、授業内容に説得力を持たせ、不測のトラブルなどへの対応のために専門的能力のある者が求められており、他教科の教員に対し情報教育への理解が求められる。

## 入試教科への導入を巡る状況
情報の内容自体は、私大を中心に複数の大学のAO入試・一般入試などで出題されているが、一般入試教科としては、教科「情報」を学んだ生徒が大学を受験する2006年度の入試で初めて導入された。
2006年（平成18年度）の出題大学は、試行試験を行うなどして04年から準備をしてきた東京農工大学など、国立2大学、私立13大学。2007年度は、出題大学は多少増え、国立2大学、私立21大学。
慶應義塾大学は2016年度から総合政策学部および環境情報学部の一般入学試験において「情報－社会と情報・情報の科学」を入試教科目で扱う。
大学入試センター試験では、1997年（平成9年）から数学の一科目として「情報関係基礎」を出題している。「情報関係基礎」の出題範囲は、大学入試センターによると「職業教育を主とする農業、工業、商業、水産、家庭、看護、情報及び福祉の8教科に設定されている情報に関する基礎的科目」。2006年度センター試験　試験問題評価委員会報告書の中の「情報関係基礎」についての問題作成部会の見解として、「『情報関係基礎』という枠組みから『情報』という枠組みへの移行可能性に関しても、慎重に前向きに検討する必要がある」と記されている。
大学入学共通テストでは、2025年度（2025年1月）から「情報I」が出題されている。